# نیروگاه هسته‌ای هونگی
نیروگاه هسته‌ای هونگی (به لاتین: Hongyanhe Nuclear Power Plant) یک نیروگاه هسته‌ای در چین است که در Wafangdian واقع شده‌است.